# Rhytidophyllum asperum
Rhytidophyllum asperum är en tvåhjärtbladig växtart som beskrevs av Brother Alain. Rhytidophyllum asperum ingår i släktet Rhytidophyllum och familjen Gesneriaceae. Inga underarter finns listade i Catalogue of Life.